# Juan Globo
Juan Globo  es una película en blanco y negro de Argentina dirigida por Luis César Amadori sobre el guion de Orlando Aldama basado en su obra teatral homónima que se estrenó el 28 de abril de 1949 y que tuvo como protagonistas a Luis Sandrini, Elina Colomer, Eduardo Sandrini y Esperanza Palomero. La obra teatral había sido estrenada en el Teatro Politeama en marzo de 1945.

## Sinopsis
Un muchacho humilde no puede ser marinero como desea, por falta de documentos, y trabaja como chofer de una anciana.

## Reparto
- Luis Sandrini ... Juan Globo / Juan Monzón
- Elina Colomer ... Mabel
- Eduardo Sandrini ... Gonzalo
- Esperanza Palomero ... Clara
- Carlos Perelli ... Rodrigo
- María Esther Buschiazzo ... Dorotea Monzón
- Lea Conti ... Madre de Roberto
- Néstor Deval ... Roberto Montero
- Berta Ortegosa ... Lucy
- Oscar Casco ... Hugo
- Max Citelli ... Buonafede
- Nora Gilbert
- Adolfo Linvel ... Inspector
- Miriam Sucre
- Amalia Bernabé ... Rita
- Gerardo Fariña
- Deneb Renshaw
- Tito Gracci
- Adolfo Calcaño
- Titina Castro
- Ricardo Lavié
- Osvaldo Mariani
- Alberto Quiles
- Warly Ceriani ... Médico de Sanidad
- Fausto Padín
- Jesús Pampín
- Miguel Caiazzo
- Francisco Martino
- Carlos Escobares
- Nicolás Taricano
- Angelina Pagano ... Doña Margarita
- Raúl Deval

## Comentarios
Calki opinó:

”viene a ser un monólogo de Sandrini con toques sentimentales y una buena idea inicial.”

Por su parte Manrupe y Portela escriben:

”Un Sandrini filmado con rutina, con algunos momentos graciosos y otros emotivos.”